# Strands Idrottsförening
O Strands Idrottsförening, ou simplesmente Strands IF, é um clube de futebol da Suécia fundado em 1901. Sua sede fica localizada em Hudiksvall.